# کلیروتر (نبراسکا)
کلیروتر(به انگلیسی: Clearwater) شهری در ایالت نبراسکا کشور ایالات متحده آمریکا است که جمعیت آن در سرشماری سال ۲۰۱۰ میلادی، ۴۱۹ نفر بوده‌است.